# بيدرو ألميدا (لاعب كرة قدم)
بيدرو ألميدا هو لاعب كرة قدم برتغالي في مركز الدفاع، ولد في 6 مارس 1994.

## وصلات خارجية
- بيدرو ألميدا (لاعب كرة قدم) على موقع قاعدة بيانات كرة القدم.إي يو (الإنجليزية)
- بيدرو ألميدا (لاعب كرة قدم) على موقع Soccerway.com (الإنجليزية)